# Moerasweekschildkever
Moerasweekschildkever (Silis ruficollis) is een kevertsoort in de familie Cantharidae.

## Kenmerken
Hij heeft een lengte van 6 tot 7,5 mm. Top van kop zwart, clypeus en frons bleek, pronotum bleek, dekschilden donkergrijs tot zwart, inclusief de epipleura, antennes geheel zwart, poten zwart met de tibiae vrijwel bleek.